# 漢江の戦い (1950年)
漢江の戦い（ハンガンのたたかい、かんこうのたたかい、朝: 漢江戰鬪、한강 전투）は、朝鮮戦争中の1950年6月28日から7月3日にかけて展開された大韓民国陸軍及び朝鮮人民軍による戦闘。

## 経緯
1950年6月25日に始まった人民軍の侵攻でソウルは陥落した。この過程で漢江の人道橋が爆破され、韓国軍主力は北岸に取り残された。
韓国政府と軍は、事前にソウル撤退が避けられないことを予見できず、撤退計画も樹立されなかったため、ソウル撤退を統制できなかった。ソウル-水原の国道も軍や警察が避難民の移動を統制できなかったため、すべての道路輸送が妨害を受けた。
6月28日朝、韓国軍は漢江を渡って撤退を始めた。しかし橋梁は破壊されていたため、野砲、車両、迫撃砲などの重装備を渡河させることはできなかった。そのため撤退する部隊はわずかに小銃を携行しただけで、筏や渡し船に乗って小部隊もしくは個人で渡河していった。兵士達は度重なる戦闘と撤退によって極度に疲労した状態で収容され、人員も1個連隊が大隊程度にまで減少していた。
軍需面では、漢江橋の爆破によって師団に支給されていた補給品が、1318両の車両ともにすべて漢江北側に取り残され、人民軍の手に入った。漢江南岸では適切な交通統制が行われないだけでなく、後方支援の難しさが加わり、通信の途絶によって上下級部隊はもとより隣接部隊の連絡も混乱して、指揮および協力体制が円滑に行われなかった。
漢江橋の爆破で、人道橋と京仁線の下り鉄橋および広津橋はすべて切断されたが、京仁線上り鉄橋と京釜線鉄橋は完全に破壊されておらず、戦車を渡せる渡河資材を持っていない人民軍がこれを利用することは明らかであった。
人民軍最高司令部は、ソウルを占領したにもかかわらず、政府は大田に移動し、韓国軍の抵抗が依然として続き、国連海空軍の介入という予想外の状況に接すると、国連地上軍の参戦を前に韓国を席巻するという企図のもとに計画されていた南侵計画を下令した。6月30日に「米陸軍が増援してくる前に漢江を強襲渡河して敵の防御集団を撃滅、掃討し、平沢、安城、忠州、提川、寧越等の地域を解放する」という第二次作戦を開始した。第4師団は新村一帯から永登浦方面に、第3師団は龍山-漢南洞一帯からマルチュクコリに指向して渡河準備を急いだ。

## 参加部隊

### 韓国軍
- 始興地区戦闘司令部 司令官：金弘壹少将 参謀長：金鍾甲大領
  - 混成首都師団 師団長：李鍾賛大領
    - 第8連隊 連隊長：徐鐘喆中領
      - 第1大隊 大隊長：李哲源少領（7月2日戦死）
      - 第2大隊 大隊長：高白圭少領
      - 第3大隊 大隊長：朴泰云少領

    - 第18連隊第1大隊長 大隊長：朴哲用少領
    - 機甲連隊第1装甲大隊 大隊長：朴武烈少領

  - 混成第7師団 師団長：劉載興准将
    - 第1連隊 連隊長：李喜権中領
      - 混成大隊 大隊長：姜琬埰大尉

    - 第9連隊 連隊長：尹春根中領
      - 混成大隊 大隊長：柳桓博少領

    - 第20連隊 連隊長：朴基丙大領
      - 混成大隊 大隊長：金漢柱少領

    - 第25連隊混成第2大隊長 大隊長：襄雲龍少領
    - 第15連隊第1大隊長 大隊長：李存一少領
    - 第15連隊第3大隊長 大隊長：崔炳淳少領

  - 混成第2師団 師団長：林善河大領、李翰林大領（7月1日から）
    - 第3連隊 連隊長：崔秀昌中領（7月4日戦死）
      - 第1大隊長 大隊長：任百振少領
      - 第3大隊長 大隊長：金鳳翔少領

    - 第5連隊 連隊長：崔昌彦大領（7月2日負傷）、朴基成中領（7月3日から）
      - 第1大隊 大隊長：李敬燾少領
      - 第2大隊 大隊長：車甲俊少領

    - 第16連隊 連隊長：文容彩大領
      - 第1大隊長 大隊長：兪義濬中領
      - 第3大隊長 大隊長：尹泰晧少領

    - 歩兵学校混成連隊 連隊長：兪海濬中領
      - 混成大隊 大隊長：河甲清中領

    - 機甲連隊第2騎兵大隊 大隊長：張哲夫少領

  - 混成第3師団 師団長：李俊植准将
    - 第22連隊 連隊長：姜泰敏中領
      - 第1大隊長 大隊長：黄明少領
      - 第2大隊長 大隊長：金載圭少領
      - 第3大隊長 大隊長：孫永乙少領

    - 第25連隊 連隊長：金炳徽中領
      - 第2大隊長 大隊長：羅熙弼大尉
      - 第3大隊長 大隊長：高東晰少領

    - 士官学校生徒隊 隊長：孫官道少領

  - 第1師団 師団長：白善燁大領
    - 第11連隊 連隊長：崔慶禄中領
    - 第12連隊 連隊長：金點坤中領
    - 第13連隊 連隊長代理：金振暐少領
- 金浦地区戦闘司令部 司令官：桂仁珠大領、禹炳玉中領（6月28日から）、任忠植中領（7月29日から）、崔栄喜大領（7月30日から）
  - 機甲連隊第1装甲捜索大隊 大隊長：朴武烈少領
  - 機甲連隊第3徒歩捜索大隊 大隊長：姜文憲大尉
  - 第8連隊第3大隊 大隊長：朴泰云少領
  - 第12連隊第2大隊 大隊長：韓順華少領
  - 第15連隊第1大隊 大隊長：李存一少領
  - 第15連隊第2大隊 大隊長：安光榮少領
  - 第18連隊第2大隊 大隊長：張春權少領
  - 第18連隊第3大隊 大隊長：安玟一少領
  - 第22連隊第3大隊 大隊長：孫永乙少領
  - 陸軍報国大隊 大隊長：方圓哲少領
  - 陸軍歩兵学校候補生大隊 大隊長：張泳文少領、金光淳少領（6月28日から）
  - 陸軍南山学校 校長：崔福洙中領、桂仁珠大領（6月26日から）
  - 陸軍工兵学校学生の一部

### 朝鮮人民軍
- 第1軍団 軍団長：金雄中将
  - 第1師団 師団長：崔光少将
    - 第2連隊
    - 第3連隊
    - 第14連隊
    - 砲兵連隊

  - 第3師団 師団長：李永鎬少将
    - 第7連隊 連隊長：金昌奉大佐
    - 第8連隊 連隊長：金秉鍾中佐
    - 第9連隊 連隊長：金萬益大佐
    - 砲兵連隊 連隊長：安白城大佐

  - 第4師団 師団長：李権武少将
    - 第5連隊
    - 第16連隊
    - 第18連隊
    - 砲兵連隊

  - 第6師団 師団長：方虎山少将
    - 第1連隊
    - 第13連隊
    - 第15連隊
    - 砲兵連隊

  - 第105戦車旅団 旅団長：柳京洙少将
    - 第107戦車連隊
    - 第109戦車連隊
    - 第203戦車連隊
    - 第206機械化連隊

## 戦闘

### 6月28日
水原の陸軍本部指揮所で蔡秉徳、金弘壹、李應俊の3人が状況収拾案を協議した結果、金弘壹が始興で後退部隊を収容して漢江防御を担当し、李應俊が水原で後退部隊を収容して前方に輸送支援することが決定された。
金弘壹少将は始興の歩兵学校で、数人の将校を集めて司令部の体裁を整え、部隊の収容と再編成に取り掛かった。また前陸軍参謀学校顧問のヘイズレット中佐と顧問官5、6人が合流して米極東軍前進指揮所団長のチャーチ准将との連絡に任じた。ヘイズレット中佐は、空海軍が参戦したにもかかわらずソウルが陥落したのは予想外であり、米陸軍が釜山に到着して漢江線に進出するのは3日以上の時間が必要で、もし人民軍が3日以内に漢江を渡河して追撃したなら米軍は日本に撤退しなくてはならないと話した。それから「漢江を3日間守れ」というのが韓国軍の合言葉となった。
司令部は始興に落伍者収容線を設け、南下してくる将兵を集めた。そして約500人の将兵が集まると、水原に空輸された装備品を交付して1個大隊を編成し、混成第◯大隊と命名して漢江線に逆戻りさせた。李鍾賛大領は混成首都師団長に任命して永登浦の防御を、劉載興准将は混成第7師団長に任命して鷺梁津（노량진）から銅雀洞までの防御を、林善河大領は混成第2師団長に任命して沙坪里（사평리）正面の防御を担当させた。人民軍が橋梁を利用することに備えて、鷺梁津付近を防御する混成第7師団に優先権を与えて混成大隊を投入し、各師団もそれぞれ担当地域内の渡し場に重点を置いて防御編成を急いだ。
28日午後から北岸の人民軍は散発的な砲撃を始めたが、渡河を急いでいるようには見えなかった。金浦方面には金浦地区警備隊が金浦飛行場の確保を図っていたが、人民軍の火力に圧倒されつつあった。

### 6月29日
28日夜に第1師団が北岸から後退し、29日午前8時頃に師団長の白善燁大領が始興地区戦闘司令部を訪れた。金弘壹少将は白善燁大領に金浦方面の防御を頼んだが、第1師団は部隊が分散していたため白善燁大領は断った。その後、白善燁大領は第1師団の再編成に着手した。
午前10時頃、マッカーサー元帥が水原に到着し、漢江を視察した。この日は人民軍が本格的に砲撃を開始し、全線にわたって威力偵察を実施した。
午後、混成第7師団は混成7個大隊をもって、鷺梁津-永登浦の江岸地域と銅雀洞-鷺梁津高地帯の確保に力を注ぎ、混成首都師団は3個大隊と1個機甲大隊、57mm対戦車砲2個小隊をもって永登浦方面にそれぞれ配置し、混成第2師団は新沙里-マルチュクコリ一帯の防御準備に力を注いだ。混成第3師団、第5師団は水原で落伍兵を収容中であった。
始興地区戦闘司令部は同日中に混成師団をもって陣地配備を一応完了した。しかし混成師団とは名ばかりで、兵力は1個連隊に過ぎず、保有している武器も迫撃砲2～3門、機関銃5～6挺ほどに過ぎなかった。当初は始興地区戦闘司令部がすべての漢江防御部隊を指揮することになっていたが、通信網の不備により混成首都師団と混成第7師団で鷺梁津-永登浦の防御を重点として配置し、混成第2師団は冠岳山に隔てられていたため、陸軍本部の直接統制を受けていた。また金浦地区戦闘司令部はほとんど独立的に防御戦闘を遂行していたため、漢江線防御部隊の指揮体制は整っているとはいえなかった。
夜になると人民軍第3、第4師団は戦車砲と火砲の集中的な支援下に汝矣島と黒石洞（흑석동）、新沙里一帯に偵察隊を派遣して探索を開始した。これに対して混成首都師団は57mm対戦車砲小隊を汝矣島に推進して人民軍を急襲したが、同小隊は集中的な砲撃を受けて全員が戦死した。人民軍はパムソム、黒石洞に中隊規模の部隊によって渡河の足場を設けた。
金浦では北岸から撤収した第15連隊（崔栄喜大領）が始興地区戦闘司令部の指揮下に入り、金浦飛行場の奪還に向かった。第15連隊の他に第13連隊第3大隊（劉載成少領）と第18連隊第2大隊（張春権少領）も加わった。午前8時頃、3機のB-29が金浦飛行場を爆撃し、韓国軍はこれに乗じて奪還を図ったが、人民軍に撃退された。金浦地区司令官の禹炳玉中領は逆襲を命じたが、成功しなかった。これに悲観した禹炳玉中領は拳銃で自決した。後任には任忠植中領となった。

### 6月30日
未明、人民軍の砲兵と戦車砲による一斉射撃が始まり、西氷庫（서빙고）付近から河原に現れた約1個大隊は黒石洞に渡河し、橋頭堡を確保すると第9連隊の一部を駆逐して水道高地を奪取した。第9連隊は必死な渡河防止射撃と米空軍第19爆撃戦隊の支援によって、第3師団の渡河を阻止し続けた。
午前8時頃、南山山麓に布陣した人民軍の砲兵は一斉に対岸の混成第2師団第16連隊陣地に砲撃を開始した。午後になると新沙里一帯で第2騎兵大隊が砲兵の支援を受けた第3師団の一部によって突破され、支援していた第3連隊まで危うくなった。そこで防御の容易なマルチュクコリ一帯で人民軍を阻止し、再編中であった第5、第16連隊を95高地一帯に配置し、第3連隊は予備となって南泰嶺-牛眠山-95高地の防御線で人民軍を阻止した。
混成首都師団正面では汝矣島をめぐる攻防が続いていた。第8連隊は汝矣島飛行場に侵入した人民軍を撃退し、陣地を確保していた。しかし第4師団の一部が蘭芝島を経由して甑山（증산）付近に渡河し、首都師団の左側背を脅かす恐れがあり、増加した金浦飛行場付近の人民軍は梧柳洞（오류동）や素砂に向かって南下した。そこで金弘壹少将は混成首都師団の左翼を西面にさせて混成大隊を増派した。また金浦地区警備隊は素砂方面の防御に当たらせた。
金浦方面では梧柳洞北方の高地をめぐる争奪戦が開始された。張春権少領は防御よりも攻撃を優先し、反撃を繰り返した。
人民軍は、汝矣島方面からの正面攻撃が思うようにならず、一部を鷺梁津対岸に投入して京仁線上り鉄橋を復旧しようとしたが、ソウル近郊の交通網を遮断爆撃していた米第5空軍第3爆撃戦隊が橋梁を爆撃し、その企図を粉砕した。しかし人民軍はソウル市民である鉄道線路班員を強制動員して夜間に京釜線鉄橋の復旧作業を行った。

### 7月1日
午前4時、人民軍第4師団第5連隊が汝矣島に渡河し、第8連隊と第18連隊第1大隊と交戦した。李鍾賛大領は残っていた装甲車数両を派遣した。人民軍は第8連隊陣地に肉薄したが、第8連隊の将兵が地形を最大限に利用し、小火器と手榴弾を集中したため、突破を阻止された。この戦闘で第105戦車旅団機械化連隊は兵力の約35パーセントが戦死または負傷した。
マルチュクコリ一帯の混成第2師団は、人民軍の一部がすでに第5連隊と第16連隊の間隙を利用して後方地域の板橋方面に浸透していたが、引き続いて人民軍主力の攻撃が予想されていたため、師団主力をもって95高地と南泰嶺一帯の陣地を防御しつつ、第25連隊を投入して浸透する人民軍を撃滅しようとした。
混成第7師団正面では第9連隊が反撃を開始したが、小雨模様のためと板付の空軍基地が豪雨に見舞われていたため空軍の支援が受けられず、人民軍の砲兵が弾幕を展開したため、水道高地に近づくことができなかった。第9連隊は攻撃を断念して現陣地に復帰した。単線橋と人道橋を火制していた部隊は居なくなり、人民軍はますます橋頭堡を拡張して西南進し、第7師団司令部が置かれていたソウル工業高校に迫った。第25連隊などの一部で反撃して阻止したがどうにもならず、夜に司令部は安養に後退した。人民軍は橋の補修作業を開始したが、残った第9連隊と第20連隊による迫撃砲と重機関銃の射撃で阻止された。
陸軍参謀総長兼陸海空軍総司令官に就任した丁一権少将は、漢江防御線の全般状況を分析後、人民軍の主攻を阻止している混成首都師団と混成第7師団の退路を確保するために必ずマルチュクコリ-水原線を固守しなければならないとし、混成第3師団は第22連隊をもって板橋南側の金谷里一帯に第二阻止陣地を編成した。

### 7月2日
人民軍第4師団は、飛行場を占領し、混成首都師団第8連隊の陣地を突破しようとしたが、撃退され、汝矣島方面は小康状態に入った。
鷺梁津対岸の人民軍第3師団は、橋頭堡を確保するだけの兵力が不足し、果敢な攻撃を仕掛けることはなかった。
マルチュクコリ一帯では危機的状況となっており、人民軍第3師団第8連隊が新沙里で漢江を渡河し、板橋に浸透した部隊に続行して第5連隊の阻止線を突破し、95高地にまで進出した。米空軍機の爆撃によりそれ以上の進出は阻止され、この間に第5連隊は部隊整備を行った。
始興里付近では、予備であった歩校連隊が偶然にも板橋方向に進出していた人民軍の補給車30両余りを発見し、奇襲攻撃をして板橋を掌握した人民軍の補給を遮断し、南進速度を遅らせることに寄与した。
この日の朝、単線橋を火制していた第9連隊が冠岳山（관악산）方面に後退したため、人民軍は鉄橋の補修を再開した。

### 7月3日
人民軍第4師団は、午前4時に京釜線鉄橋から戦車4両を渡河させることに成功し、後続部隊を永登方面に迂回させ、さらに列車を利用して戦車13両と部隊を南岸に進出させて汝矣島と鷺梁津一帯を席巻し始めた。
鷺梁津方面で渡河した人民軍第3師団の一部が永登浦の背後を脅かすと同時に第6師団の一部が梧柳洞を突破して戦車2両の掩護下に永登浦に進出した。汝矣島正面の人民軍は背後を突き、混成首都師団第8連隊の配備が崩れた間隙から一斉に渡河し、永登方面に進出し始めた。
永登浦地域は、漢江南岸の交通の要点であり、混成首都師団の将兵は包囲されたのにもかかわらず、至る所の建物を利用して市街戦を展開した。金弘壹少将は韓国軍主力を後退させる時期がきたと判断し、後退命令を下達した。

## 影響
漢江防御線が崩壊すると、韓国軍主力は部隊ごとに分散し、一部は安養に、一部は果川に集結した。参謀総長丁一権少将は、釜山に到着した米地上軍先遣隊が平沢-安城の線に進出している状況を考慮し、現戦線で人民軍の進出を最大限に遅滞させ、永登浦-水原の間に逐次の陣地によって遅滞作戦を展開するという作戦命令を下した。
始興戦闘司令部は、混成部隊をもって1週間も漢江防御線を持ち堪え、人民軍の進出を遅滞させて米地上軍の展開を掩護し、韓国軍と米軍の連合戦線を形成する遅滞作戦展開の状況を助けて人民軍の戦略を大きく挫折させ、韓国軍の戦略に新たな転機をもたらしたと評価される。始興戦闘司令部を母体に第1軍団が創設された。
韓国軍砲兵の支援が効果的に行われたのも重要な要因であり、ソ連軍事顧問団長の報告書には「砲兵部隊の場合、非常に効果的で信頼できる射撃制御、精度などが見られた」「大隊単位火力集中もソウル占領前、漢江渡河時の永登浦、水原方面などで多く認知された」と書かれている。
韓国軍が7月3日まで人民軍を阻止できた最大の要因は米空軍の迅速な介入であった。米空軍の介入と爆撃は韓国軍の士気と能力を向上させるのに非常に重用な役割を果たした。
人民軍は6月28日にソウルを占領したにもかかわらず、翌29日に渡河探索と先遣隊渡河を実施し、30日にようやく本格的な渡河作戦を実行した。これは中央機関、西大門刑務所、放送局の占領という二次的な目標を優先したため、人民軍は、橋の確保はおろか漢江北岸の船舶を奪取することもなかった。もし人民軍が迅速に渡河して韓国軍を追撃したなら国連軍の参戦は難しかった。
人民軍は、金浦、汝矣島、鷺梁津、新泗里などいくつかの地域で橋頭堡を構築したが、これを拡張させることができなかった。原因は渡河資材の不足の他に、偵察機関の脆弱があり、得られた情報も兵種間で共有できていなかった。このため敵部隊の配置を正確に把握していなかった多くの先遣隊が韓国軍によって阻止、撃滅される結果を招き、砲兵部隊も情報を獲得できなかったため、火力で制圧できていなかった。また砲兵は韓国軍後方1.5～2kmの防御体系を制圧することは出来ていたが、さらに後方を制圧することは出来なかった。砲兵部隊は歩兵部隊と協同できておらず、指揮体系上、砲兵編成が不十分で火力を集中的に運用できていなかった。米空軍の攻撃が強化され、砲兵を漢江から北に3～5km後方に配置したこと、韓国軍が防御陣地を漢江堤防ではなく、後方の高地帯に配置する傾向にあったことがこれを深刻化させた。